# Manuel Neuer
Manuel Neuer (Gelsenkirchen, 1986. március 27. –) világbajnok német válogatott labdarúgó, a Bayern München első számú kapusa, csapatkapitánya.

## Pályafutása

### FC Schalke 04
Neuer 1991-ben került az FC Schalke 04 csapatához. Végigjárta az összes korosztályos csapatot, majd 2005-ben profi szerződést kapott, ami egészen 2012-ig élt. Neuer 2005. október 12-én megkapta a Fritz Walter-érmet kiemelkedő eredményeiért a pályán és azon kívül. Az első bajnokiját 2006. augusztus 19-én játszotta a Tivoli-ban az Alemannia Aachen ellen.
A 2006/2007-es szezonban Frank Rost helyett Mirko Slomka őt állította a kapuba. 19 meccset játszott és sok jó kritikát kapott modern játékáért. A 2006/2007-es szezonban megválasztották a Bundesliga legjobb kapusának.
2008-ban a Porto ellen kiválóan védett a BL negyeddöntőjében, több büntetőt is megfogott a tizenegyes párbajban ezzel segítve csapatát, hogy a nyolcaddöntőbe jusson.
A 2010/2011-es szezonban Felix Magath kinevezte őt a Schalke csapatkapitányának, miután Heiko Westermann eligazolt a Hamburger SV-hez. Neuer kiváló teljesítményének köszönhetően a Schalke eljutott a Bajnokok Ligája elődöntőig. A Schalke ebben az évben megnyerte a Német-kupát, miután a döntőben megverte a MSV Duisburg-ot 5:0-ra. 2011. április 20-án a csapat bejelentette, hogy Neuer nem hosszabbította meg a szerződését a Schalke-val így távozik a csapattól.

### FC Bayern München
2011. június 1-jén a FC Schalke 04 bejelentette, hogy Manuel Neuer az FC Bayern München-hez igazolt. Később a Bayern München is bejelentette a válogatott kapus érkezését. 2011. június 8-án Neuer aláírt egy ötéves szerződést, így 2016. június 30-ig köti szerződés a müncheni csapathoz.
Először nem igen kedvelték a Bayern szurkolók, különböző transzparensekkel mutatták ki nemtetszésüket. Például: „Keinen Neuer” nem kell Neuer. A szurkolók követelték Thomas Kraft kezdőbe helyezését. Az FCB ultrái sokáig támadták, de ő elfogadta a tiltakozásokat. Neuer az első meccsét elveszítette a Mönchengladbach ellen 0:1-re. Ezután 1147 percig nem kapott gólt a bajnokságban, nemzetközi szinten pedig 770 percet bírt ki kapott gól nélkül.
A Real Madrid elleni büntetőpárbaj során megfogta Cristano Ronaldo és Káká lövését is, Ramosé fölé szállt és csak Xabi Alonso tudta sikeresen befejezni büntetőjét.
2022. január 15-én az 1. FC Köln ellen 4–0-ra megnyert találkozón a 300. bajnoki mérkőzésén lépett pályára a Bayern színeiben.

### A válogatottban
Röviddel Bundesliga bemutatkozása után, a Német U21-es válogatottban is bemutatkozott, 2006. augusztus 15-én Hollandia ellen állt be a második félidőben.
2007. augusztus végén negyedik kapusként, Jens Lehmann, Robert Enke és Timo Hildebrand mögött meghívták a válogatott állóképesség vizsgálatára. 2009. május 19-én Joachim Löw beválasztotta az Ázsiába utazó válogatott keretbe. 2009. június 2-án ő védte a kaput a Egyesült Arab Emírségek ellen.
Joachim Löw Neuert jelölte ki első számú kapusnak a Világbajnokságra utazó keretbe miután René Adler megsérült.
2024. június 7-én bekerült Julian Nagelsmann szövetségi kapitány 26 fős keretébe, amely a 2024-es labdarúgó-Európa-bajnokságon részt vett.

## Egyéb
2008-ban az UEFA megválasztotta a legjobb német kapusnak. A következő évben ő volt az egyetlen német kapus akit megjelöltek az UEFA év csapatában. 2011-ben a 10. legjobb futballista lett. Ugyanebben az évben a Schalke 04 legjobb futballistájának választották a német újságírók. 2014-ben megnyerte Németországgal a vb-t ahol aranykesztyűs is lett.

## Sikerei, díjai

### Klub
- FC Schalke 04:
  - Német Ligakupa (1):  2005
  - Német kupa (1): 2010–11
- Bayern München:
  - Bundesliga bajnok (10): 2012–13, 2013-14, 2014–15, 2015-16, 2016-17, 2017-18, 2018-19, 2019-20, 2020-21, 2021–22
  - Német kupa győztes (5): 2012–13, 2013–14, 2015-16, 2018-19, 2019-20
  - Német szuperkupa (5): 2012, 2016, 2017, 2018, 2020
  - Bajnokok ligája (2): 2012–13,  2019–20
  - UEFA-szuperkupa (2): 2013 2020
  - FIFA-klubvilágbajnokság (2): 2013, 2020

### Válogatott
- Németország U21:
  - U21-es labdarúgó-Európa-bajnokság: 2009
- Németország:
  - Labdarúgó-világbajnokság:
    - Bronzérmes: 2010
    - Aranyérmes: 2014

  - Labdarúgó-Európa-bajnokság:
    - Bronzérmes: 2012, 2016

### Egyéni
- A legjobb Bundesliga kapus: 2007.
- Az UEFA U21-es labdarúgó-Európa-bajnokság legjobb kapusa: 2009.
- A 2014-es labdarúgó-világbajnokság legjobb kapusa
- IFFHS Világ legjobb kapusa:[4] 2013, 2014, 2015, 2016

## Statisztika
Legutóbb frissítve: 2021. december 17-én lett.
| Klub           | Szezon         | League         | League | League | Nemzeti kupa | Nemzeti kupa | Nemzetközi kupa | Nemzetközi kupa | Egyéb | Egyéb | Összesen | Összesen |
| Klub           | Szezon         | Bajnokság      | Mérk.  | Gólok  | Mérk.        | Gólok        | Mérk.           | Gólok           | Mérk. | Gólok | Mérk.    | Gólok    |
| -------------- | -------------- | -------------- | ------ | ------ | ------------ | ------------ | --------------- | --------------- | ----- | ----- | -------- | -------- |
| Schalke 04 II  | 2003–04        | Regionalliga   | 1      | 0      | —            | —            | —               | —               | —     | —     | 1        | 0        |
| Schalke 04 II  | 2004–05        | Regionalliga   | 24     | 0      | —            | —            | —               | —               | —     | —     | 24       | 0        |
| Schalke 04 II  | 2006–07        | Regionalliga   | 3      | 0      | —            | —            | —               | —               | —     | —     | 3        | 0        |
| Schalke 04 II  | 2008–09        | Regionalliga   | 1      | 0      | —            | —            | —               | —               | —     | —     | 1        | 0        |
| Schalke 04 II  | Összesen       | 29             | 0      | —      | —            | —            | —               | —               | —     | 29    | 0        |          |
| Schalke 04     | 2005–06        | Bundesliga     | 0      | 0      | 0            | 0            | 0               | 0               | 0     | 0     | 0        | 0        |
| Schalke 04     | 2006–07        | Bundesliga     | 27     | 0      | 0            | 0            | 0               | 0               | 0     | 0     | 27       | 0        |
| Schalke 04     | 2007–08        | Bundesliga     | 34     | 0      | 3            | 0            | 10              | 0               | 3     | 0     | 50       | 0        |
| Schalke 04     | 2008–09        | Bundesliga     | 27     | 0      | 2            | 0            | 5               | 0               | —     | —     | 34       | 0        |
| Schalke 04     | 2009–10        | Bundesliga     | 34     | 0      | 5            | 0            | —               | —               | —     | —     | 39       | 0        |
| Schalke 04     | 2010–11        | Bundesliga     | 34     | 0      | 6            | 0            | 12              | 0               | 1     | 0     | 53       | 0        |
| Schalke 04     | Összesen       | 156            | 0      | 16     | 0            | 27           | 0               | 4               | 0     | 203   | 0        |          |
| Bayern München | 2011–12        | Bundesliga     | 33     | 0      | 5            | 0            | 14              | 0               | —     | —     | 52       | 0        |
| Bayern München | 2012–13        | Bundesliga     | 31     | 0      | 5            | 0            | 13              | 0               | 1     | 0     | 50       | 0        |
| Bayern München | 2013–14        | Bundesliga     | 31     | 0      | 5            | 0            | 12              | 0               | 4     | 0     | 52       | 0        |
| Bayern München | 2014–15        | Bundesliga     | 32     | 0      | 5            | 0            | 12              | 0               | 1     | 0     | 50       | 0        |
| Bayern München | 2015–16        | Bundesliga     | 34     | 0      | 5            | 0            | 11              | 0               | 1     | 0     | 51       | 0        |
| Bayern München | 2016–17        | Bundesliga     | 26     | 0      | 4            | 0            | 9               | 0               | 1     | 0     | 40       | 0        |
| Bayern München | 2017–18        | Bundesliga     | 3      | 0      | 0            | 0            | 1               | 0               | 0     | 0     | 4        | 0        |
| Bayern München | 2018–19        | Bundesliga     | 26     | 0      | 3            | 0            | 8               | 0               | 1     | 0     | 38       | 0        |
| Bayern München | 2019–20        | Bundesliga     | 33     | 0      | 6            | 0            | 11              | 0               | 1     | 0     | 51       | 0        |
| Bayern München | 2020–21        | Bundesliga     | 33     | 0      | 1            | 0            | 8               | 0               | 4     | 0     | 46       | 0        |
| Bayern München | 2021–22        | Bundesliga     | 17     | 0      | 1            | 0            | 6               | 0               | 1     | 0     | 25       | 0        |
| Összesen       | Összesen       | Összesen       | 299    | 0      | 40           | 0            | 105             | 0               | 15    | 0     | 459      | 0        |
| Teljes karrier | Teljes karrier | Teljes karrier | 484    | 0      | 56           | 0            | 132             | 0               | 19    | 0     | 702      | 0        |

1. 1 2 3 4 5 6 7 8 9 10 11 12 13  
Pályára lépései Bajnokok ligájában.
2. ↑  Pályára lépesei a Német ligakupában
3. ↑  Pályára lépesei az UEFA-kupában
4. 1 2 3 4 5 6 7 8  Pályára lépesei a Német szuperkupán
5. ↑  Pályára lépései a Német szuperkupán, az UEFA-szuperkupán és a FIFA-klubvilágbajnokságon.
6. ↑  Pályára lépesei a Német szuperkupán és a Szuperkupán

### A válogatottban
2022. december 1-jén lett frissítve.
| Németország | Németország     | Németország |
| Év          | Pályára lépések | Gólok       |
| ----------- | --------------- | ----------- |
| 2009        | 2               | 0           |
| 2010        | 13              | 0           |
| 2011        | 10              | 0           |
| 2012        | 11              | 0           |
| 2013        | 8               | 0           |
| 2014        | 13              | 0           |
| 2015        | 6               | 0           |
| 2016        | 11              | 0           |
| 2017        | 0               | 0           |
| 2018        | 10              | 0           |
| 2019        | 8               | 0           |
| 2020        | 4               | 0           |
| 2021        | 12              | 0           |
| 2022        | 9               | 0           |
| Összesen    | 117             | 0           |